# 香港STEAM教育
香港STEAM教育指「STEAM教育」——「科學、科技、工程、藝術和數學」教育在香港的教學課程設計、學習活動、教具、教材配套支援及教師培訓。

## 歷史
《2015年度香港行政長官施政報告》首次提及STEM 教育，《2016年度香港行政長官施政報告》進一步對 STEM 教育的支持，當中承諾更新及豐富科學、科技和數學的課程和學習活動、加強師資培訓、並將更積極推動 STEM教育，以鼓勵更多學生修讀科學、科技、工程和數學或與之相關的學科，促進香港創科及經濟發展。
教育局於 2016 年 12 月公布《推動 STEM 教育‧發揮創意潛能》報告，提出在中、小學推動 STEM教育的初步建議。
2016年由時任教育局局長吳克儉於由政務司領導政府教育工作小組提出，多間中小學積極推動。
2017年，教育局於藝術與科技教育中心設立STEM教育中心（STEM Education Centre）為中小學提供全面創新科技教育，提供「創客空間」、教師專業發展課程及學生STEM學習活動及配套支援。
2022年，《2022年度香港行政長官施政報告》中提出，在中小學階段推動STEAM（即科學、科技、工程、藝術和數學）教育。當中措施包括： 
- 普及學習 — 在 STEAM 教育課程中加入更多創科學習元素，目標是在2024/25學年前，至少四分之三公帑資助學校於高小推行強化編程教育，以及在初中課程加入創科元素，例如人工智能；

- 加強領導和統籌 — 本學年起所有公帑資助中小學須委派統籌人員，整體規劃課堂內外的 STEAM 教育；下學年起，每年舉辦或安排學生參與具質素的 STEAM 活動；

- 提升專業培訓 — 在兩個學年內，至少四分之三公帑資助中小學需安排教師參與 STEAM 教育的專業培訓。

## 教學工具及活動

### 創客
電腦輔助設計（CAD）軟件來繪畫設計3D模型以激發學生的創意，以3D打印工具實踐，從中體會失敗及嘗試。

### 虛擬實境
虛擬實境（VR）和擴增實境（AR）技術增強感官體驗，促進老師和同學在教室中的教與學。 

### 智能積木
學生透過設計和組織智能積木機械人（Makeblock， mBot，Micro:bit，樂高Mindstorms），控制核心與感測器，搭配視覺化程式設計語言環境，從而解決複雜的問題。

### 視覺化程式設計語言
學生把各種視覺化程式設計語言當成拼圖，學生拖拉拼圖便能令程式順利運作以掌握基本的編寫程式概念，並透過設計和編碼，培養解難、創意、創新及計算思維。

### 運算思維及編程
賽馬會運算思維教育是由香港賽馬會慈善信託基金策劃及捐助，並由香港教育大學、美國麻省理工學院及香港城市大學共同策動的計劃，旨在推行編製實證為本教材、提升教師能力及增加社會對運算思維的認受性。
「編程一小時」源自美國，並由Code.org籌辦。
香港城市大學應用程式實驗室推廣《編程一小時》香港區活動（The Hour of Code HK），與各中小學聯合推廣編程教育。

### 四軸飛行器
學生了解及操控無人機，四軸飛行器原理及結構，並推行《全港學界無人機挑戰賽》及《香港學界無人機足球公開賽》。

### 遙控模型
透過遙控模型車工作坊及比賽讓學生暫時遠離智能手機網路遊戲，在活動中競逐並通過參加科技運動競賽，鍛煉手腦協調。

### 迷你四驅
自2015年，為培養學生解決問題以及提升學習動機，香港部份教育機構以迷你四驅作為其中一個切入點，舉辦《全港學界迷你四驅車大賽》，當中包括科學工程為主的迷你四驅競速賽、接力賽、解難、到藝術美學為主的車身設計及攝影等多個不同類型的比賽。
2018年，迷你四驅比賽成為香港理工大學設計學院 Maker Faire Hong Kong的其中一個項目。
2019年，《全港學界迷你四驅車大賽2019 暨田宮亞洲青少年選拔賽》讓學生有機會與其他亞洲國家的代表交流體驗。

### 單晶片編程
micro:bit 是一個微型可寫入程式的單晶片電腦，使用編程工具，配合其他傳感器讓學生發揮創意，把科學應用於日常生活。
2018年，香港教育城與資訊科技教育領袖協會（AiTLE）、香港大學專業進修學院（HKUSPACE）及 Micro:bit Alliance合辦了十七場「Micro:bit 教師工作坊」，工作坊分五種程度授課，部份內容被納入香港中小學的資訊科技課程中。

### 機器人競技
香港工程挑戰賽及香港少年工程挑戰賽
由2007年開始由香港科技教育學會(HKTEA)，亞洲機器人聯盟(ARL)及香港中文大學(CUHK)舉辦，每年為香港選拔學生機械人代表隊參加在美國舉辦的VEX Robotics World Championship (世界最大規模的機械人比賽) ，每年全球共有70國家及地區派代表隊參加 。
機甲大師
由大疆创新（DJI）發起的机甲大师是一個機器人競技。比賽於2021年5月至12月期間舉行並由阿里巴巴香港創業者基金贊助及支持。其他類似的比賽包括《RoboMaster 青少年挑戰賽》、《機甲大師青少年對抗賽》、《競創未來機械人格鬥大賽》等。

### 全港大專生機械人大賽
自2019年，《全港初中生機械人大賽》(Mini Robocon HK)由香港科技園公司（HKSTP）主辦、香港工程師學會(HKIE)協辦，並得到工程及科技學會香港分會(IET Hong Kong)支持擔任協作機構。比賽源自2004年起首次舉辦的全港大專生機械人大賽。

### 無人駕駛模型車比賽
自2022年，《校際人工智能E-級方程式賽車比賽》(FormulaEdge)由「智慧城市聯盟」主辦的比賽，目的是為了讓參賽者能夠運用邊緣運算和人工智能的知識，並在不接觸或使用遙控器的情況下使賽車在賽道上行駛，進行模型賽車競速比賽。
《香港校際AI方程式2022》為推動學界透過小型無人車應用人工智能及提升學生編程能力，啟發學生接觸無人駕駛技術。

## 各界 STEM教育報告
- 《推動STEM教育‧發揮創意潛能概覽》[15]

- 《從科學教育到STEM教育》[16]

- 《教師中心傳真．STEM教育》[17]

- 《推動 STEM 教育 — 發揮創意潛能》 [18]

- 《推動 STEM+ 教育 》[19]

- 《香港教育工作者聯會 STEM教育》 [20]

- 《在香港幼稚園推行 STEM (科學、 科技、工程及數學)教育的挑戰之初探》[21]

- 《STEM與資優教育》[22]

- 《科學、科技和數學教育與香港創新科技的發展》[23]

- 《培養香港青少年科技創新素養》[24]

- 《香港 STEM 教育  理論與課堂實踐》 [25]

- 《STEM教育：從理論到實踐》 [26]

## 媒體報導
- 《實踐STEM教學　為未來謀出路》，Recruit，2017年9月15日[27]

- 《STEM教育觸及日常生活問題》大公報， 2017年7月4日[28]

## 另見
- 鄧文瀚_(教師)：香港資深教師，擔任不同媒體的STEAM專欄作家
- 朱嘉添：香港電腦教育學會(The Hong Kong Association for Computer Education)主席；前香港真光書院副校長，沙田培英中學校長
- 張澤松教授：香港科技創新教育聯盟主席，香港城市大學協理學務副校長（數碼學習）
- 朱子穎：推動創新科技教育的教育家
- 香港都會大學賽馬會STEAM教育資源共享計劃：香港都會大學及香港賽馬會教育資源共享計劃